# Domingos Leite Pereira
Domingos Leite Pereira (Braga, 19 settembre 1882 – Porto, 27 ottobre 1956) è stato un politico portoghese, primo ministro per tre volte.
Fu primo ministro dal 30 marzo al 29 giugno 1919, dal 21 gennaio all'8 marzo 1920 e dal 1º agosto al 17 dicembre 1925.